# Maurício Rodrigues Alves Domingues
Maurício Rodrigues Alves Domingues (3 juli 1978) is een voormalig Braziliaans voetballer.

## Carrière
Maurício speelde tussen 1995 en 2006 voor verschillende clubs, in Brazilië en Japan.